# Pempsamacra dispersa
Pempsamacra dispersa är en skalbaggsart som beskrevs av Newman 1842. Pempsamacra dispersa ingår i släktet Pempsamacra och familjen långhorningar. Inga underarter finns listade i Catalogue of Life.